# Космос-1481
Космос-1481 је један од преко 2400 совјетских вјештачких сателита лансираних у оквиру програма Космос.
Космос-1481 је лансиран са космодрома Плесецк, СССР, 8. јула 1983. Ракета-носач Р-7 Семјорка (рус. Семёрка) (8К71, НАТО ознака SS-6 Sapwood) са додатим степеном је поставила сателит у орбиту око планете Земље. Маса сателита при лансирању је износила 1250 килограма. Космос-1481 је био сателит за рано упозоравање на појаву интерконтиненталних балистичких ракета.